# 小口光唇魚
小口光唇魚，又稱小口石𩼧（学名：Acrossocheilus microstoma）为輻鰭魚綱鯉形目鲤科光唇魚屬的其中一種。其种加词“Microstoma”意为“小口的”。分布於亞洲越南西北部及中國淡水流域，棲息在河川底中層水域，生活習性不明。